# Almafuerte (genre)
Genre
Almafuerte est un genre d'araignées aranéomorphes de la famille des Gnaphosidae.

## Distribution
Les espèces de ce genre se rencontrent en Argentine, en Bolivie et en Uruguay.

## Liste des espèces
Selon World Spider Catalog (version 18.5, 26/10/2017) :
- Almafuerte facon Grismado & Carrión, 2017
- Almafuerte giaii (Gerschman & Schiapelli, 1948)
- Almafuerte goloboffi Grismado & Carrión, 2017
- Almafuerte kuru Grismado & Carrión, 2017
- Almafuerte peripampasica Grismado & Carrión, 2017
- Almafuerte remota Grismado & Carrión, 2017
- Almafuerte vigorosa Grismado & Carrión, 2017

## Étymologie
Le genre Almafuerte est un hommage à deux figures emblématiques d'Argentine : 
- le poète Pedro Bonifacio Palacios, plus connu sous le pseudonyme d'Almafuerte
- le groupe de heavy metal Almafuerte

Alma fuerte signifie "Âme forte" en espagnol.

## Publication originale
- Grismado & Carrión, 2017 : Description of Almafuerte, a new genus of ground spiders from South America (Araneae, Gnaphosidae). Zootaxa, no 4338(2), p. 263-291.